# Ut somnus mortis, sic lectus imago sepulchri
 Ut somnus mortis, sic lectus imago sepulchri лат. (изговор: ут сомнус, сик лектус имаго сепулхри). Као што је сан слика смрти, тако је постеља (слика) гроба.

## Тумачење
Смрт = сан. Гроб = кревет. Ово поређење је плод вјеровања у загробни живот. (Све је човјеколико, тако и ова  одбрана).